# ميا ري
ميا ري (بالدنماركية: Mia Rej)‏ مواليد 2 فبراير 1990 في كوبنهاغن، هي لاعبة كرة يد دانمركية تلعب كوسط مدافع. مثلت منتخب الدنمارك لكرة اليد للسيدات.

## روابط خارجية
- ميا ري على موقع الاتحاد الأوروبي لكرة اليد (الإنجليزية)